# Liste der Biografien/David
Liste der Biografien |
Portal Biografien |
Personensuche
# |
A |
B |
C |
D |
E |
F |
G |
H |
I |
J |
K |
L |
M |
N |
O |
P |
Q |
R |
S |
T |
U |
V |
W |
X |
Y |
Z |
?
 
Da |
Db |
Dc |
Dd |
De |
Dg |
Dh |
Di |
Dj |
Dk |
Dl |
Dm |
Dn |
Do |
Dq |
Dr |
Ds |
Du |
Dv |
Dw |
Dy |
Dz
 
Daa |
Dab |
Dac |
Dad |
Dae |
Daf |
Dag |
Dah |
Dai |
Daj |
Dak |
Dal |
Dam |
Dan |
Dao |
Dap |
Daq |
Dar |
Das |
Dat |
Dau |
Dav |
Daw |
Dax |
Day |
Daz
 
Dava |
Davd |
Dave |
Davi |
Davl |
Davo |
Davr |
Davs |
Davu |
Davy
 
Davia |
Davic |
David |
Davie |
Davig |
Davil |
Davin |
Davio |
Davis |
Davit |
Daviz
Die Liste der Biografien führt alle Personen auf, die in der deutschsprachigen Wikipedia einen Artikel haben. Dieses ist eine Teilliste mit 460 Einträgen von Personen, deren Namen mit den Buchstaben „David“ beginnt.

## David
- David, spätantiker Philosoph
- David, zweiter König von IsraelDavid
- David († 1015), König von Alwa
- David († 759), Bischof von Speyer

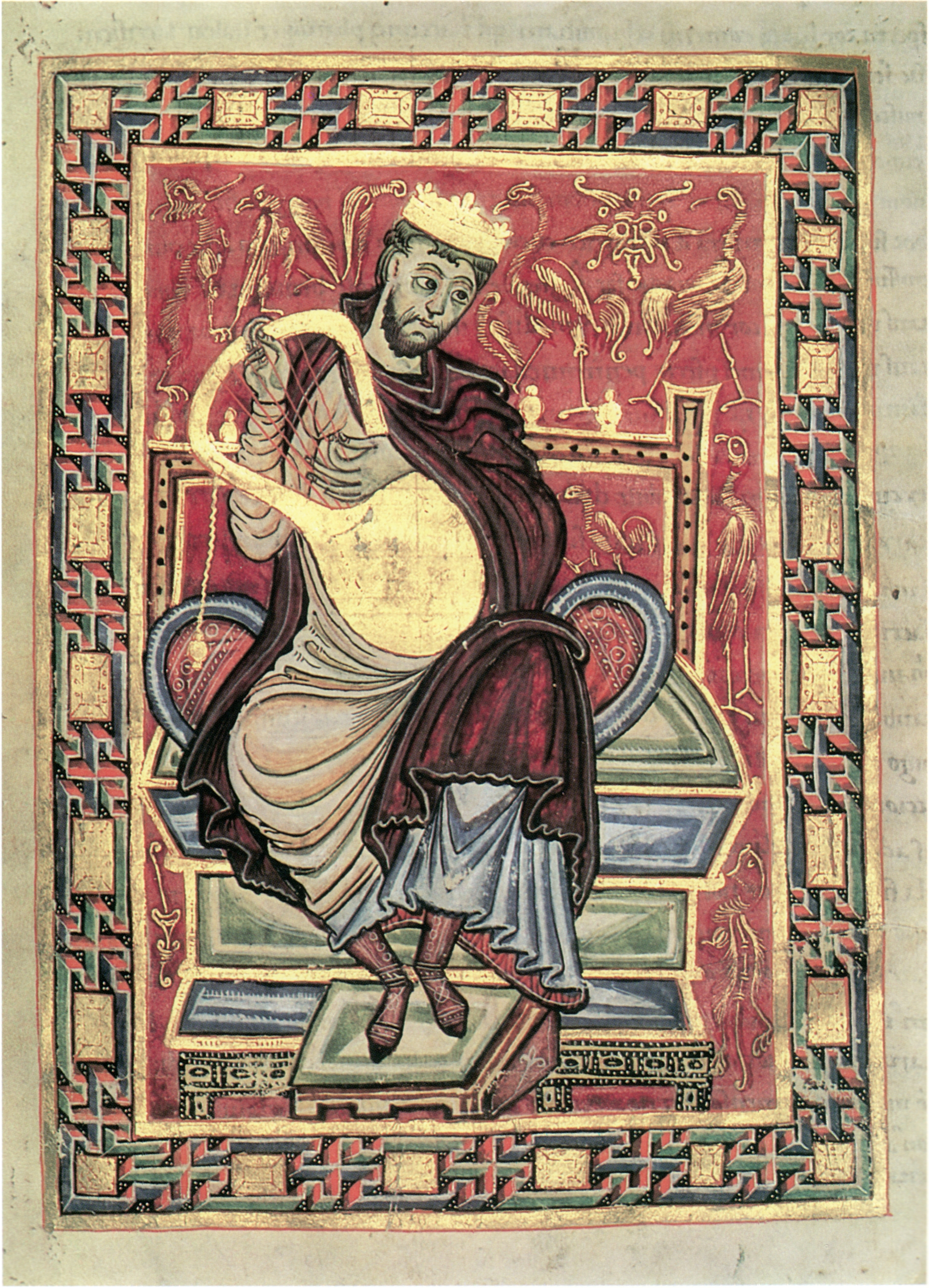
David

- David, König von Makuria (etwa 1268–1272)
- David Abudarham, jüdischer Gelehrter
- David B. (* 1959), französischer Comiczeichner
- David ben Jehuda he-Chassid, jüdischer Schriftgelehrter und Philosoph, Kabbalist
- David ben Samuel ha-Levi († 1667), Großrabbiner und Talmudist
- David ben Solomon ibn Abi Zimra († 1573), Rabbiner und Kabbalist
- David d’Angers, Pierre Jean (1788–1856), französischer Bildhauer und Medailleur
- David de Brimeu († 1448), französischer und burgundischer Militär
- David FitzGerald († 1176), cambronormannischer Bischof von St Davids
- David Htan (* 1990), myanmarischer Fußballspieler
- David I. († 881), Kuropalat von Georgien
- David I. (1080–1153), König von Schottland
- David I. († 1413), Neguse Negest (Kaiser) von Äthiopien (1381–1411)
- David II. († 937), König von Georgien
- David II. (1324–1371), König von Schottland
- David II. (1497–1540), Negus (Kaiser) von Äthiopien (1508–1540)
- David III., georgisch-orthodoxer Patriarch
- David III. (1695–1721), Negus Negest (Kaiser) von Äthiopien
- David III. von Tao (* 930), georgischer König
- David Iornos, nicaraguanischer Radrennfahrer
- David IX. († 1360), König von Georgien
- David Keno (* 1979), Schweizer Musikproduzent
- David Komnenos († 1463), letzter Kaiser von Trapezunt
- David Luiz (* 1987), brasilianischer FußballspielerDavid Luiz (* 1987)

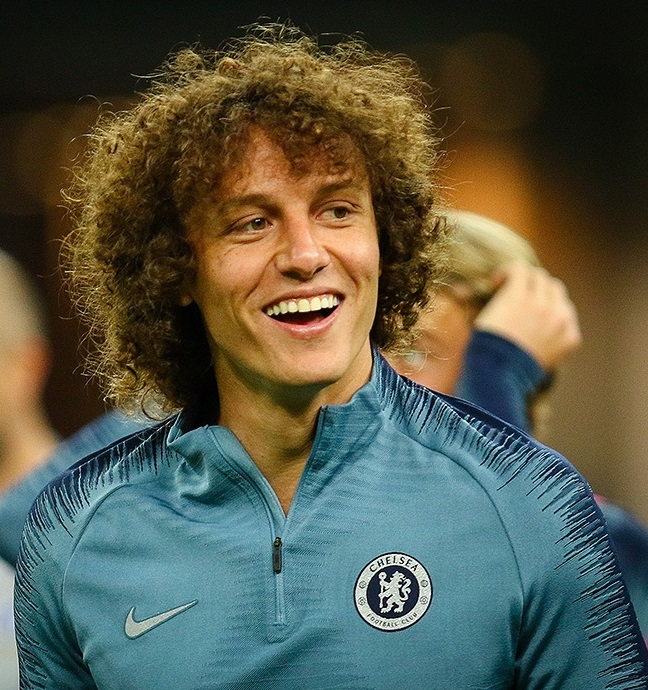
David Luiz (* 1987)

- Davíð Oddsson (* 1948), isländischer Ministerpräsident
- David of Bernham († 1253), schottischer Geistlicher und Minister
- David P. (* 1975), deutscher Freestyle-Rapper
- David Puentez (* 1985), deutscher Musikproduzent und DJDavid Puentez (* 1985)
- David Saharuni, armenischer Fürst

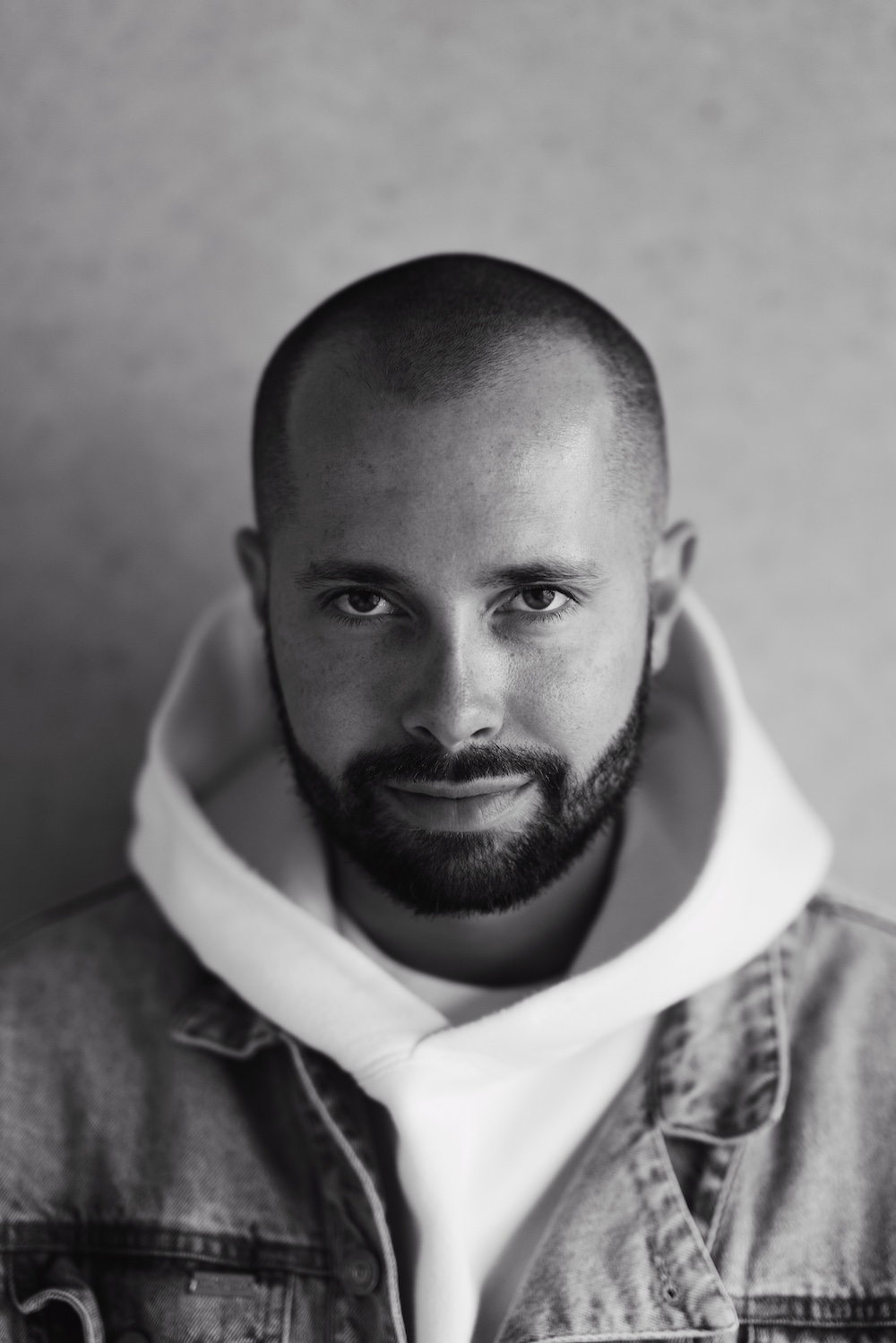
David Puentez (* 1985)

- David Scholasticus, Gelehrter, Kaplan und Geschichtsschreiber
- Davíð Sigurðsson (* 1989), isländischer Radrennfahrer
- Davíð Stefánsson (1895–1964), isländischer Schriftsteller
- David Tiberios (631–641), byzantinischer Mitkaiser, Sohn des Herakleios
- David VI. (1228–1293), König von Georgien
- David VII. (1215–1270), König von Georgien
- David VIII. (1273–1311), König von Georgien
- David von Augsburg († 1272), deutscher Mystiker
- David von Burgund (1427–1496), Bischof von Utrecht
- David von Dinant, scholastischer Lehrer in Paris
- David von Himmerod († 1179), deutsch-italienischer Zisterziensermönch
- David von Lausanne († 850), Bischof von Lausanne (827–850)
- David von Menevia († 587), Schutzpatron von Wales
- David von Münzenberg, rabbinischer Gelehrter
- David von Schottland (1152–1219), anglo-schottischer Adliger
- David, Adam (1872–1959), Schweizer Afrikaforscher, Zoologe, Großwildjäger, Publizist
- David, Adelino Castelo (* 1955), são-toméischer Politiker und Finanzmanager
- David, Alain (1932–2022), französischer Leichtathlet
- David, Albert (1866–1940), deutscher Allgemeinmediziner
- David, Albert Leroy (1902–1945), amerikanischer Marineoffizier und Träger der Medal of Honor
- David, Alberto (* 1970), italienisch-luxemburgischer Schachgroßmeister
- David, Alex, Drehbuchautor
- David, Alexander (1687–1765), deutscher Kammerrat jüdischer Herkunft
- David, Alfons (1866–1954), deutscher Jurist und Reichsgerichtsrat
- David, Alice (* 1987), französische SchauspielerinAlice David (* 1987)

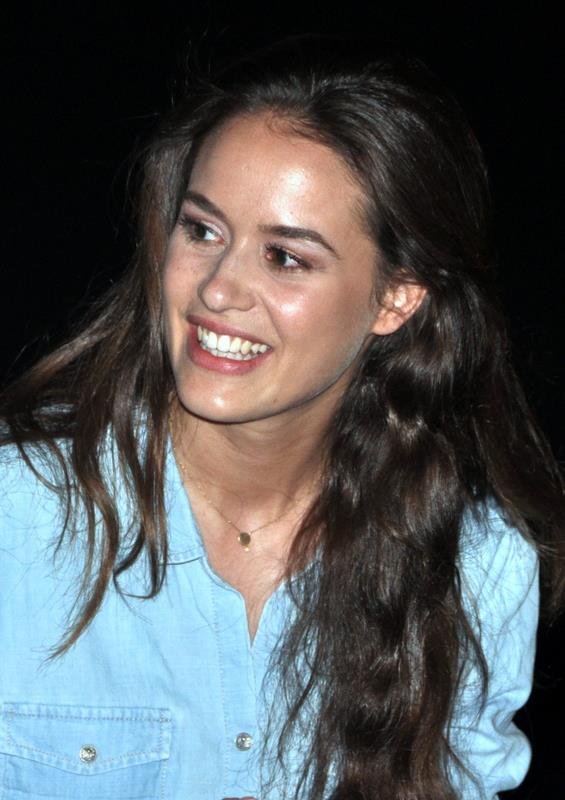
Alice David (* 1987)

- David, Alois Martin (1757–1836), böhmischer Prämonstratenser, Astronom und Kartograph
- David, Aloyse (* 1922), luxemburgischer Heimatkundler
- David, André (1922–2007), französischer Komponist
- David, Anna (* 1984), dänische Soul- und R&B-SängerinAnna David (* 1984)

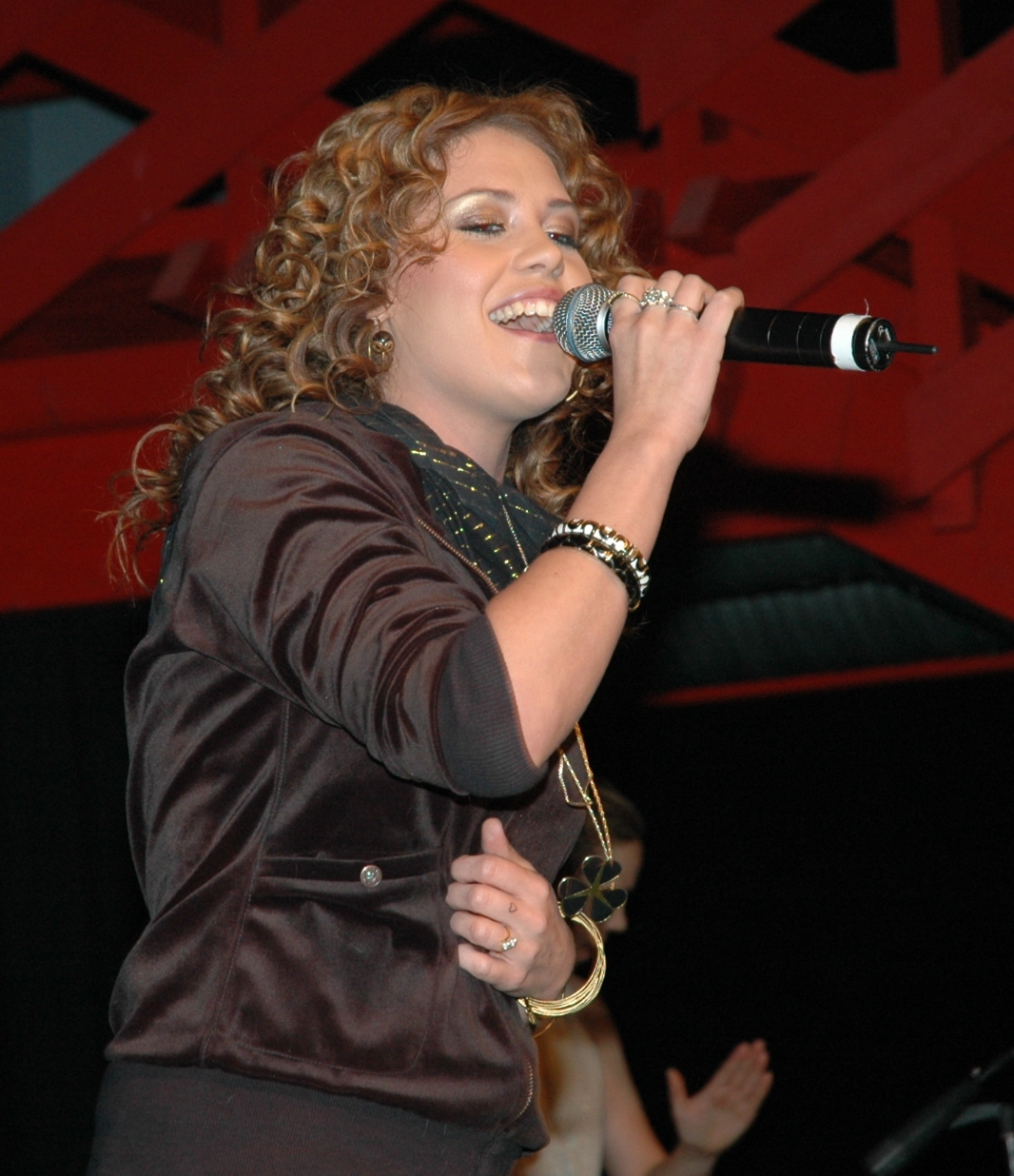
Anna David (* 1984)

- David, Anne-Marie (* 1952), französische Sängerin
- David, Anton (1849–1924), österreichischer Politiker (SDAP), Landtagsabgeordneter, Abgeordneter zum Nationalrat
- David, Anton (1851–1931), deutscher Autor, Pädagoge und Jesuit
- David, Armand (1826–1900), französischer Lazarist und Naturforscher
- David, Arne-Ole (1894–1977), dänischer Schauspieler
- David, Aubrey (* 1990), Fußballspieler aus Trinidad und Tobago
- David, Benoît (* 1966), kanadischer Sänger
- David, Carlos, dominikanischer Cantautor
- David, Catherine (* 1954), französische Kunsthistorikerin, Kunstvermittlerin und Ausstellungskuratorin
- David, Charlie (* 1980), kanadischer Schauspieler und Drehbuchautor
- David, Chloe (* 2005), vanuatische Sprinterin
- David, Chris (* 1953), britischer Tonmeister
- David, Chris (* 1993), niederländischer Fußballspieler aramäischer Abstammung
- David, Christian (1692–1751), Zimmerer, Gründer von Herrnhut und Missionar der Herrnhuter Brüdergemeine in Grönland, Holland, Livland und Pennsylvanien
- David, Christian (* 1972), österreichischer Schriftsteller
- David, Constantin (* 1912), rumänischer Boxer
- David, Constantin J. (1886–1964), deutscher Journalist, Filmregisseur und Filmproduzent
- David, Cordula (* 1966), deutsche Handballspielerin
- David, Craig (* 1981), britischer Sänger und Songwriter
- David, Cristian (* 1967), rumänischer Wirtschaftswissenschaftler und Politiker, Senator und Innenminister
- David, Cyrus (* 1961), deutscher Schauspieler, Regisseur und Moderator
- David, Damiano (* 1999), italienischer Singer-SongwriterDamiano David (* 1999)

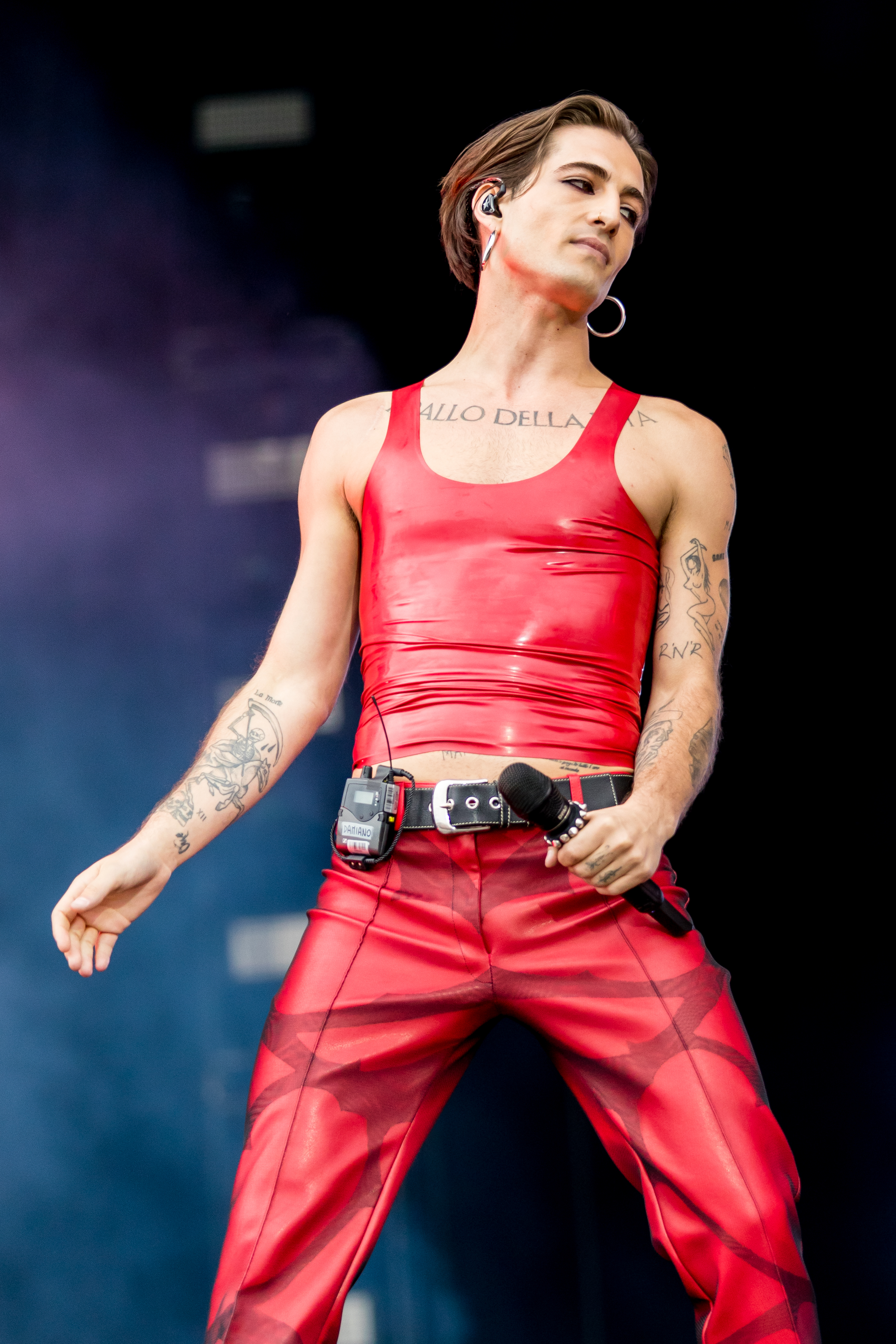
Damiano David (* 1999)

- David, David Mathayo (* 1969), tansanischer Politiker
- David, Dharshini (* 1973), britische Nachrichtensprecherin
- David, Domenico († 1698), italienischer Librettist
- David, Dominique-Marie (* 1963), französischer Geistlicher, römisch-katholischer Erzbischof von Monaco
- David, Dorit (* 1968), deutsche Clownin, Schauspielerin und Theaterpädagogin sowie Schriftstellerin und Illustratorin
- David, Eberhard (* 1942), deutscher Politiker (CDU), ehemaliger Oberbürgermeister der Stadt Bielefeld
- David, Eduard (1863–1930), deutscher Politiker (SPD), MdR
- David, Egon (* 1939), deutscher Fußballspieler
- David, Elizabeth (1913–1992), britische Kochbuchautorin und Journalistin
- David, Ellen, kanadische Schauspielerin und Synchronsprecherin
- David, Emmerich (1882–1953), deutscher Geistlicher und Generalvikar in Köln
- David, Ernst (* 1864), deutscher Metallblasinstrumentenmacher
- David, Ernst (* 1932), österreichischer Schriftsteller
- David, Eugen (* 1945), Schweizer Politiker (CVP)
- David, F. R. (* 1947), französisch-tunesischer Sänger und SongwriterF. R. David (* 1947)

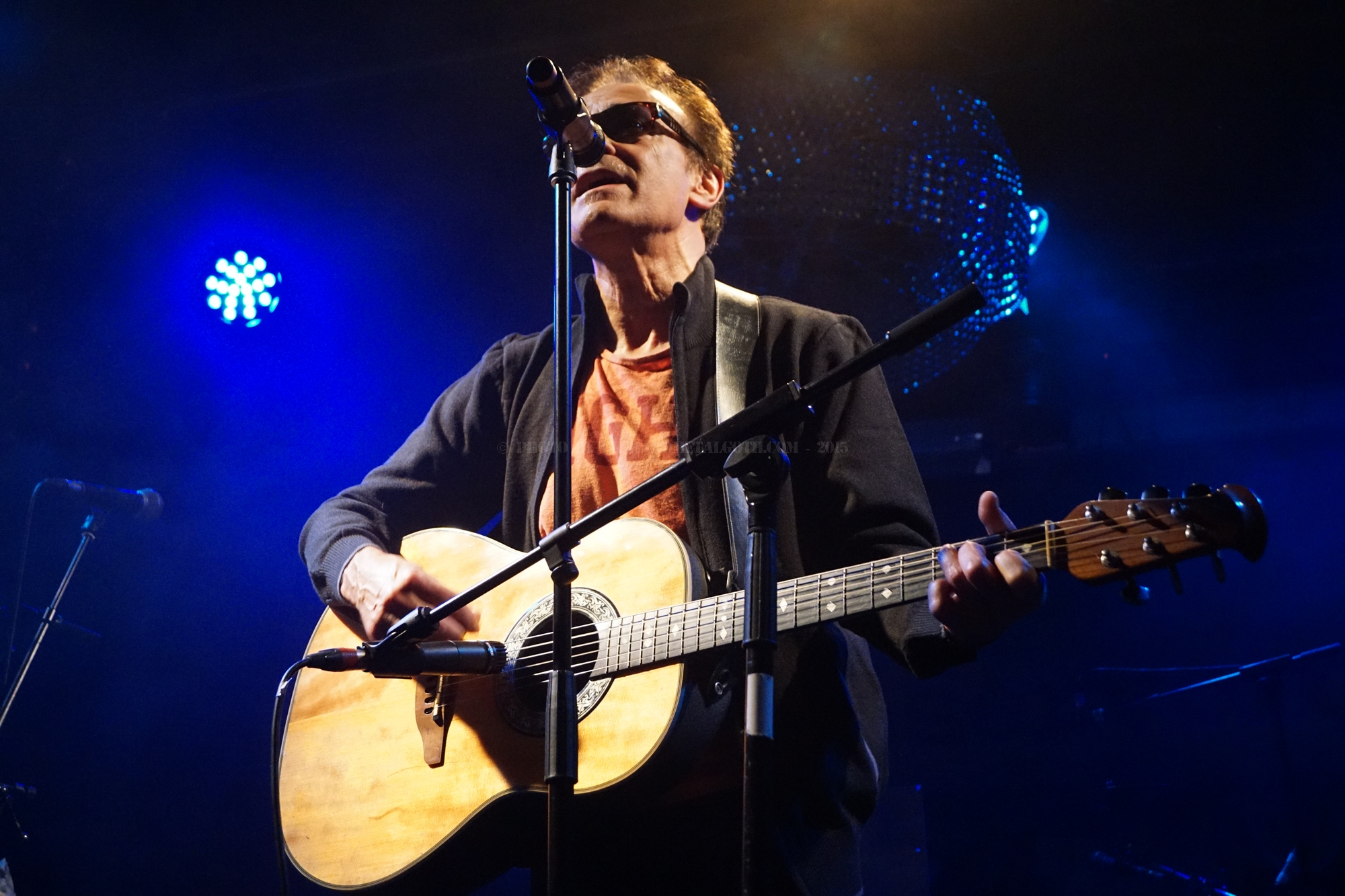
F. R. David (* 1947)

- David, Fanny (1892–1944), deutsche Wohlfahrtspflegerin, jüdische Verbandsfunktionärin, Opfer des Holocaust
- David, Feidel († 1801), deutscher jüdischer Hoffaktor am Hof der Landgrafschaft Hessen-Kassel
- David, Félicien (1810–1876), französischer Komponist der Romantik
- David, Ferdinand (1810–1873), deutscher Violinvirtuose und Komponist
- David, Ferdinand (1885–1950), deutscher Jurist und Kommunalpolitiker
- David, Fernand (1872–1926), französischer Bildhauer und Medailleur
- David, Firmino (* 1962), angolanischer Geistlicher, römisch-katholischer Bischof von Sumbe
- David, Florence Nightingale (1909–1993), britische Statistikerin und Professorin
- David, Franck (* 1970), französischer Windsurfer
- David, François (* 1955), französischer theoretischer Physiker
- David, Françoise (* 1948), kanadische Politikerin und feministische Aktivistin
- David, Frederick (1900–1992), australischer Flugzeugkonstrukteur
- David, Fritz (1897–1936), kommunistischer Funktionär und Opfer des Stalinismus
- David, Gerard († 1523), niederländischer Maler
- David, Gerhard (1920–1976), deutscher Maler und Grafiker
- David, Gertrud (1872–1936), deutsche Frauenrechtlerin, Journalistin, Konsumgenossenschafterin und Filmschaffende
- David, Gheorghe (1932–1999), rumänischer Politiker (PCR), Staatssekretär und Minister
- David, Giacomo (1750–1830), italienischer Opernsänger (Tenor)
- David, Giovanni (1790–1868), italienischer Opernsänger (Tenor)
- David, Guy (* 1957), französischer Mathematiker
- Dávid, Gyula (1913–1977), ungarischer Komponist
- David, Hal (1921–2012), US-amerikanischer Songtexter und PianistHal David (1921–2012)

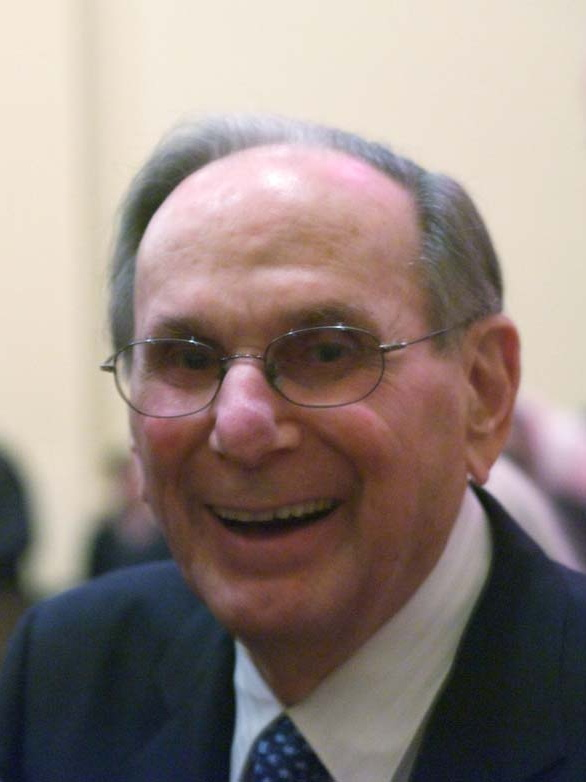
Hal David (1921–2012)

- David, Hans Theodor (1902–1967), deutsch-amerikanischer Musikwissenschaftler
- David, Hans Walter (1893–1942), deutscher Komponist
- David, Hector Jr. (* 1989), US-amerikanischer Schauspieler
- David, Heinrich (1856–1935), Schweizer Jurist und Politiker
- David, Heinz (1931–2019), deutscher Arzt und Pathologe
- David, Helga (* 1938), österreichische Theaterregisseurin, Schauspielerin, Hörspielsprecherin und Schriftstellerin
- David, Henry (* 1979), israelischer Schauspieler
- David, Herbert (1900–1985), sudetendeutscher Jurist, Politiker (NSDAP), MdR und SS-Führer
- David, Herbert A. (1925–2014), US-amerikanischer Statistiker
- David, Herman (1905–1974), englischer Tennisspieler und -funktionär
- David, Hermine (1886–1970), französische Zeichnerin und Malerin
- David, Horst (1938–2020), deutscher Serienmörder
- David, Imke (* 1967), deutsche Musikerin (Gambistin)
- David, Inez Bjørg (* 1982), dänische Schauspielerin
- David, Ingolf (1926–1996), dänischer Schauspieler
- David, Jacques (1930–2018), französischer Geistlicher und Bischof von Évreux
- David, Jacques-Louis (1748–1825), französischer MalerJacques-Louis David (1748–1825)

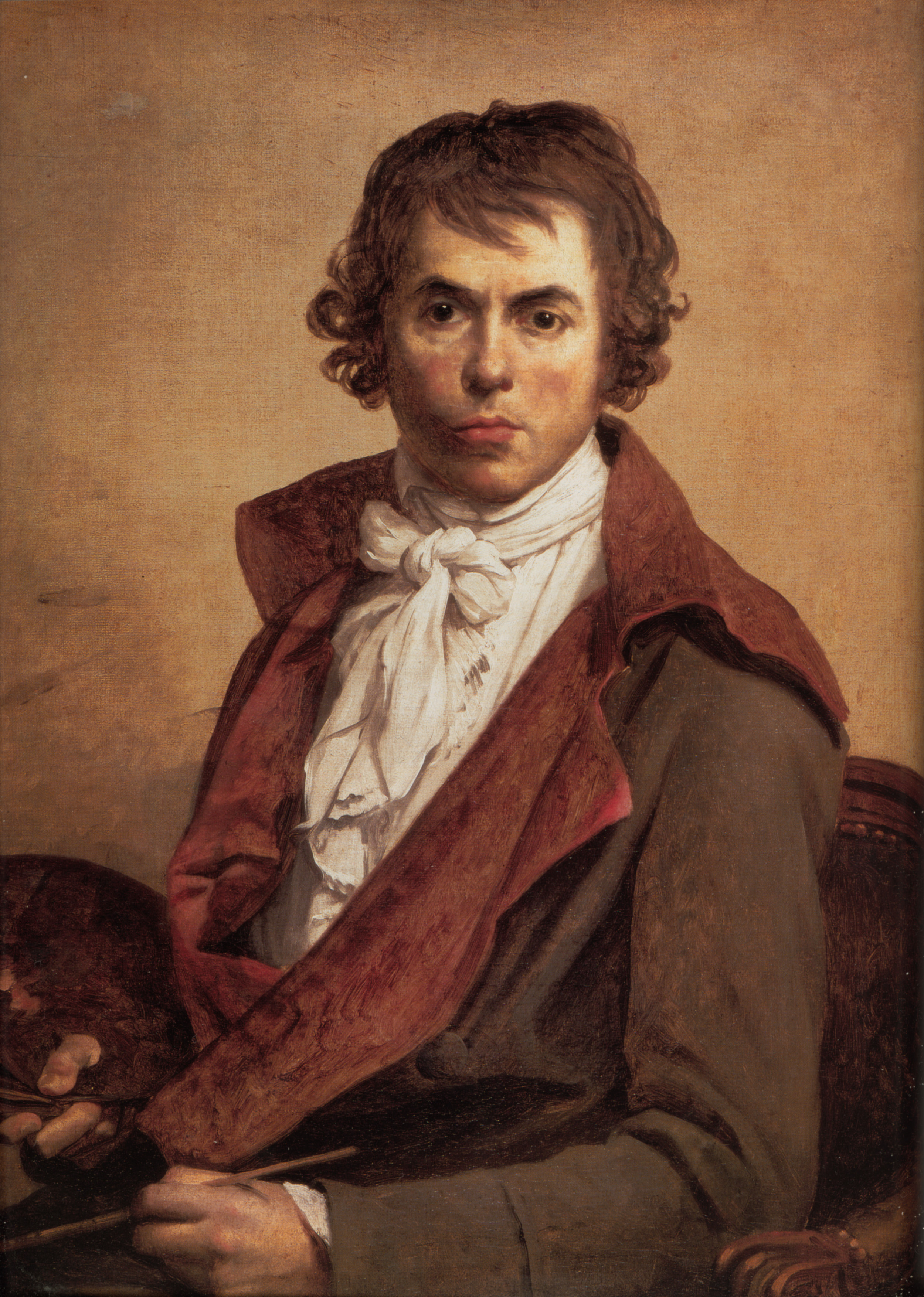
Jacques-Louis David (1748–1825)

- David, Jakob (1904–1980), römisch-katholischer Schweizer Theologe
- David, Jakob Julius (1859–1906), österreichischer Journalist und Schriftsteller
- David, James Burty (1951–2009), mauritischer Politiker
- David, Janina (1930–2023), polnisch-britische Schriftstellerin
- David, Jean (1908–1993), rumänisch-israelischer Maler und Grafiker, spezialisiert auf Gebrauchsgrafik
- David, Jean Jacques (1871–1908), Schweizer Afrikaforscher, Zoologe, Bergsteiger, Publizist
- David, Jean-Antoine (1767–1799), französischer Brigadegeneral der Kavallerie
- David, Jérôme Frédéric Paul (1823–1882), französischer Offizier und Minister
- David, Jiří (1923–1997), tschechoslowakischer Sprinter
- David, Joanna (* 1947), britische Theater- und FilmschauspielerinJoanna David (* 1947)

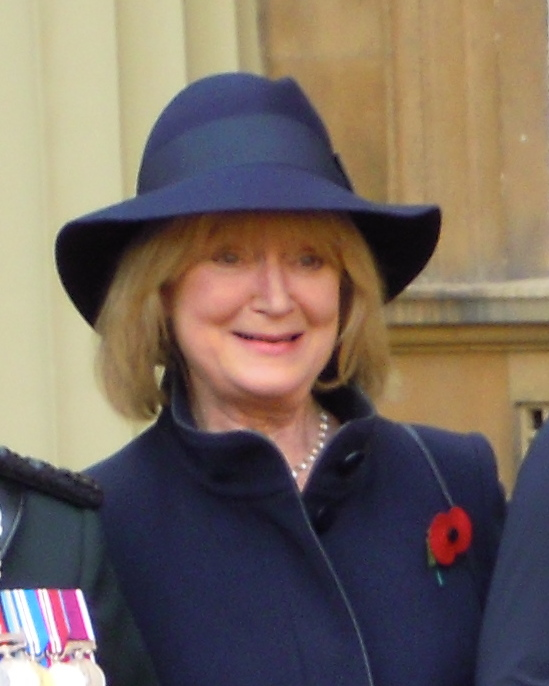
Joanna David (* 1947)

- David, Joaquim (* 1951), angolanischer Politiker und Wirtschaftsmanager
- David, Johann Marcus (1764–1815), deutscher Maler
- David, Johann Nepomuk (1895–1977), österreichischer Komponist
- David, John Baptist Mary (1761–1841), französischer Geistlicher, Bischof von Bardstown
- David, Jonas (* 2000), deutscher Fußballspieler
- David, Jonathan (* 2000), kanadisch-haitianischer Fußballspieler
- David, Julian (* 1989), deutscher Sänger und SchauspielerJulian David (* 1989)

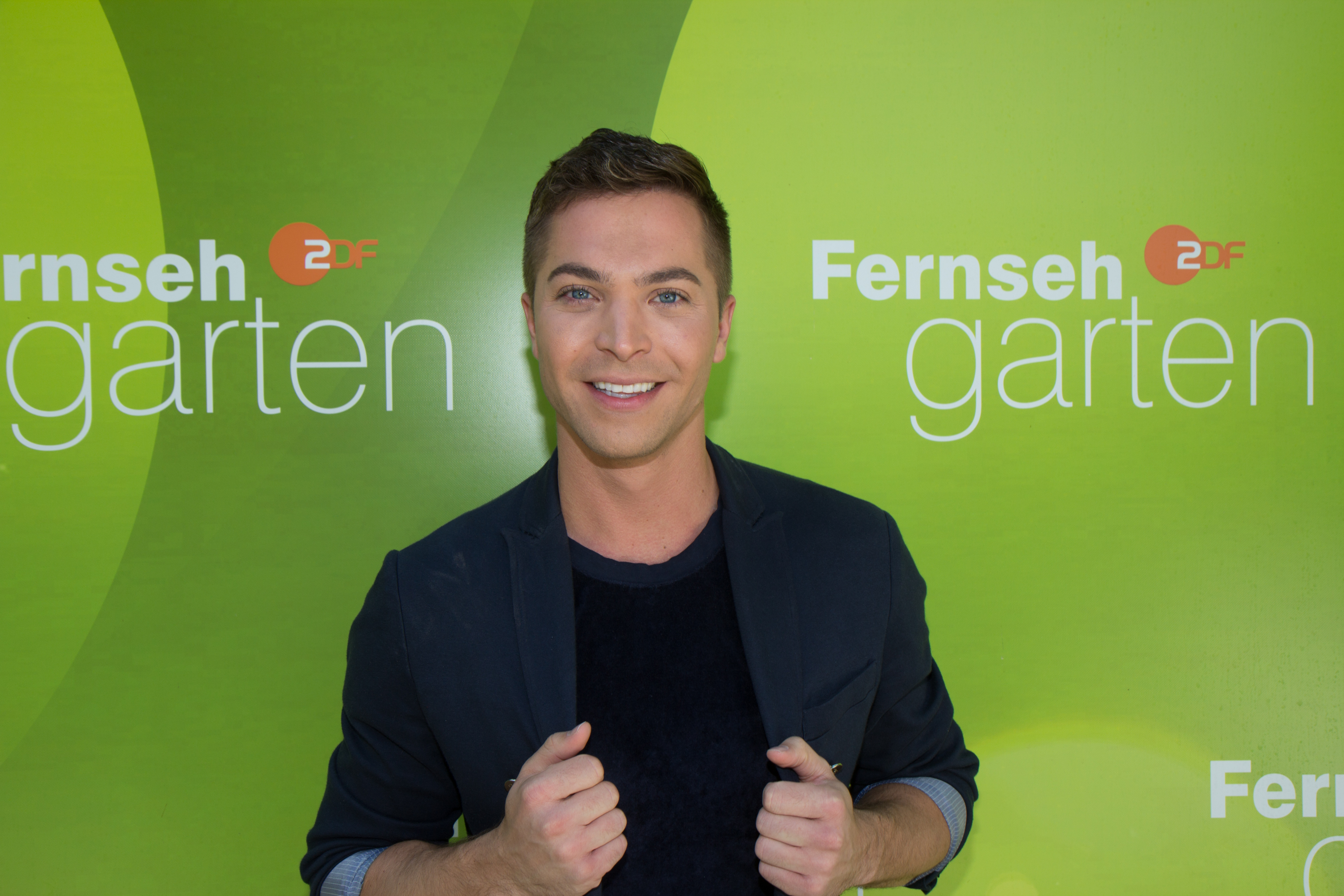
Julian David (* 1989)

- David, Kaingaue (* 1995), kiribatische Leichtathletin
- David, Kal (1943–2022), US-amerikanischer Gitarrist, Sänger und Songwriter
- David, Karen (* 1979), indische Schauspielerin, Sängerin und Songwriterin
- David, Karin (* 1949), deutsche Schauspielerin und Synchronsprecherin
- David, Karl Heinrich (1884–1951), Schweizer Komponist
- David, Keith (* 1956), US-amerikanischer Schauspieler
- Dávid, Kornél (* 1971), ungarischer Basketballspieler
- David, Kurt (1924–1994), deutscher Schriftsteller
- Dávid, Lajos (1913–1944), ungarischer Tischtennisspieler
- David, Larry (* 1947), US-amerikanischer Komiker, Drehbuchautor und Schauspieler
- David, Lavonte (* 1990), US-amerikanischer American-Football-Spieler
- David, Léon (1901–2000), französischer Politiker
- David, Leonardo (1960–1985), italienischer Skirennläufer
- David, Lore Rose (1905–1985), deutschamerikanische Paläoichthyologin
- David, Louis (1874–1966), französischer Geistlicher und römisch-katholischer Apostolischer Präfekt von Ghardaia
- David, Lucas (1503–1583), preußischer Historiker
- David, Lukas (1934–2021), österreichischer Violinist
- David, Mack (1912–1993), US-amerikanischer Songtexter und Komponist
- David, Manfred (1926–2013), deutscher Kommunalpolitiker (SPD)
- David, Marcelo (* 1994), brasilianischer E-Sportler
- David, Marian (* 1959), österreichischer Philosoph
- David, Marika Elena (* 1978), deutsch-dänische Pastorin und Schauspielerin
- David, Mario (1927–1996), französischer Theater- und Filmschauspieler
- David, Mario (1934–2005), italienischer Fußballspieler und -trainer
- David, Mário (* 1953), portugiesischer Politiker (PSD), MdEP
- David, Mark (* 1974), US-amerikanischer Kameramann, Filmproduzent und Filmregisseur sowie Schlagzeuger
- David, Martin (1898–1986), deutsch-niederländischer Rechtshistoriker des Orients und Papyrologe
- David, Martin (* 1970), tschechischer Geistlicher und römisch-katholischer Bischof von Ostrau-Troppau
- David, Maurizio, italienischer Skeletonfahrer
- David, Metring (1920–2010), philippinische Schauspielerin
- David, Michael (1685–1758), deutscher Kammeragent
- David, Michel-Antoine (1707–1769), französischer Drucker, Verleger und Enzyklopädist
- David, Mickael (* 1983), französischer Snowboarder
- Dávid, Mihály (1886–1944), ungarischer Kugelstoßer
- David, Mircea (1914–1993), rumänischer Fußballspieler und -trainer
- David, Mirjam (1917–1975), deutsche Chemikerin und Widerstandskämpferin gegen den Nationalsozialismus
- David, Moritz (1875–1956), deutscher Rabbiner in Bochum
- David, Nathalie (* 1963), französische Filmemacherin, Zeichnerin und Fotografin
- David, Nicol (* 1983), malaysische Squashspielerin
- David, Nikola (1969–2024), deutscher Chasan (Kantor) und Opernsänger
- David, Nora, Baroness David (1913–2009), britische Politikerin (Labour)
- David, Olga (* 1968), russische Malerin, Grafikerin und Illustratorin
- David, Ophélie (* 1976), französische Freestyle-Skisportlerin
- David, Otto (1931–2012), österreichischer Schauspieler, Hochschullehrer und Hörspielsprecher
- David, Pablo A. (1889–1965), philippinischer Politiker
- David, Pablo Virgilio Siongco (* 1959), philippinischer Geistlicher, Bischof von Kalookan
- David, Pamela (* 1978), argentinische Schönheitskönigin, Schauspielerin, Moderatorin und Fotomodel
- David, Paul (1935–2023), US-amerikanischer Wirtschaftswissenschaftler und Hochschullehrer
- David, Paulo (* 1959), portugiesischer Architekt
- David, Pavel (* 1978), tschechischer Fußballspieler
- David, Peter (1956–2025), US-amerikanischer SchriftstellerPeter David (1956–2025)

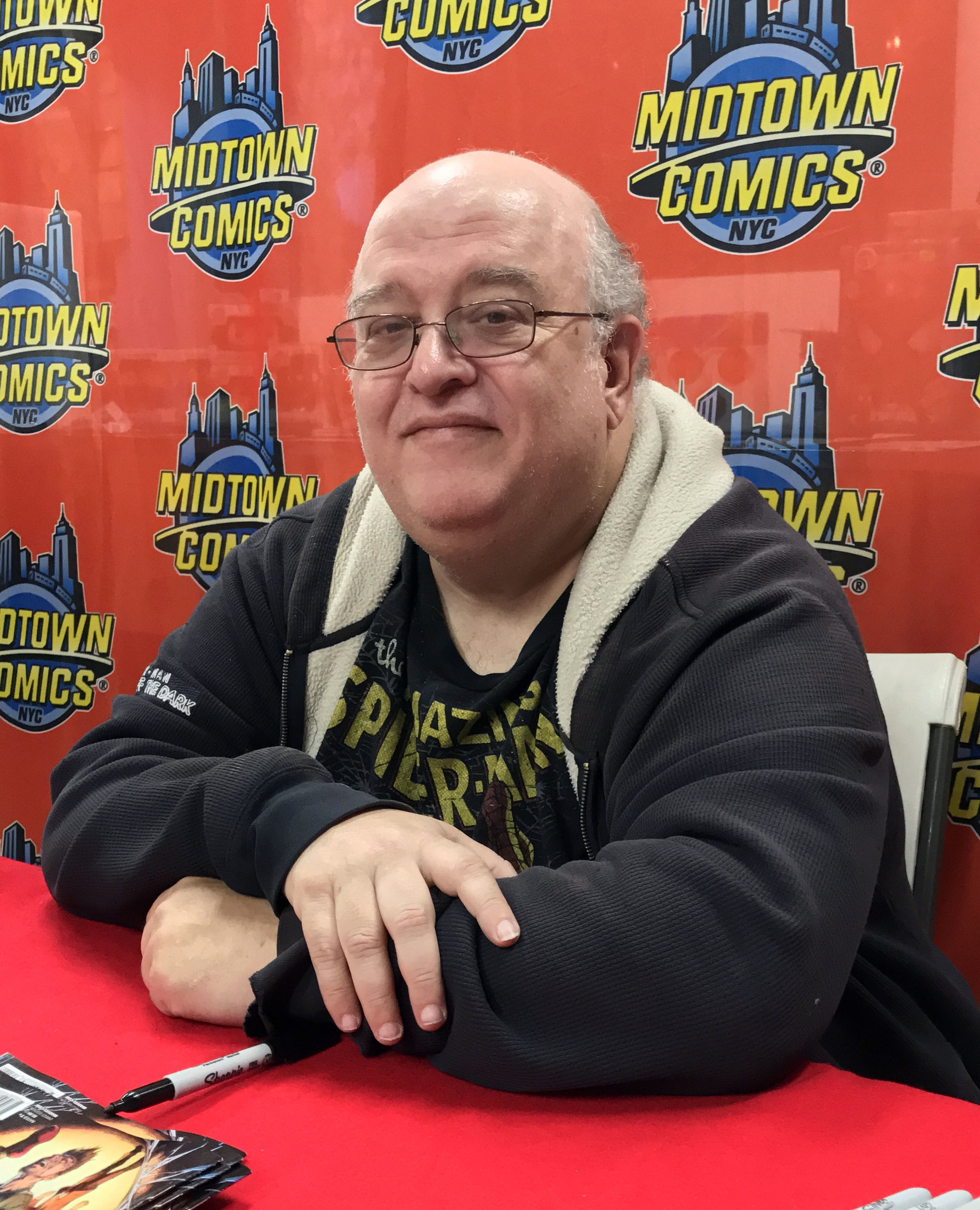
Peter David (1956–2025)

- David, Peter (* 1957), grenadischer Politiker
- Dávid, Peter (* 1966), slowakischer Handballtrainer
- David, Philipp (* 1973), deutscher evangelischer Theologe
- David, Pierre (* 1944), kanadischer Filmproduzent
- David, Ralf (* 1974), deutscher Synchronsprecher und Schauspieler
- David, René (1906–1990), französischer Rechtsgelehrter
- David, Rob (* 1971), US-amerikanischer Schauspieler und Komponist
- David, Sabria, deutsche Digitalphilosophin, Autorin, Bloggerin und Dozentin
- David, Salomon Michael († 1791), deutscher Bankier und Mäzen
- David, Samuel (1836–1895), französischer Komponist
- David, Sante (1908–2007), deutsch-italienischer Germanist
- David, Saul (* 1966), britischer Militärhistoriker und Fernsehmoderator
- David, Simson Alexander (* 1755), deutscher Publizist, Geschäftsmann (Lotterieeinnehmer, Währungsspekulant, Kunsthändler) und Reise-Schriftsteller
- David, Sofie (1875–1954), deutsche Theaterschauspielerin und Opernsängerin (Sopran)
- David, Stella (1883–1950), österreichisch-schweizerische Schauspielerin
- David, Sylvester (* 1953), südafrikanischer Ordensgeistlicher und römisch-katholischer Weihbischof in Kapstadt
- David, Tannatt William Edgeworth (1858–1934), australischer Geologe, Landvermesser und Polarforscher
- David, Thayer (1927–1978), US-amerikanischer Schauspieler
- David, Thomas (* 1985), österreichischer Singer-SongwriterThomas David (* 1985)

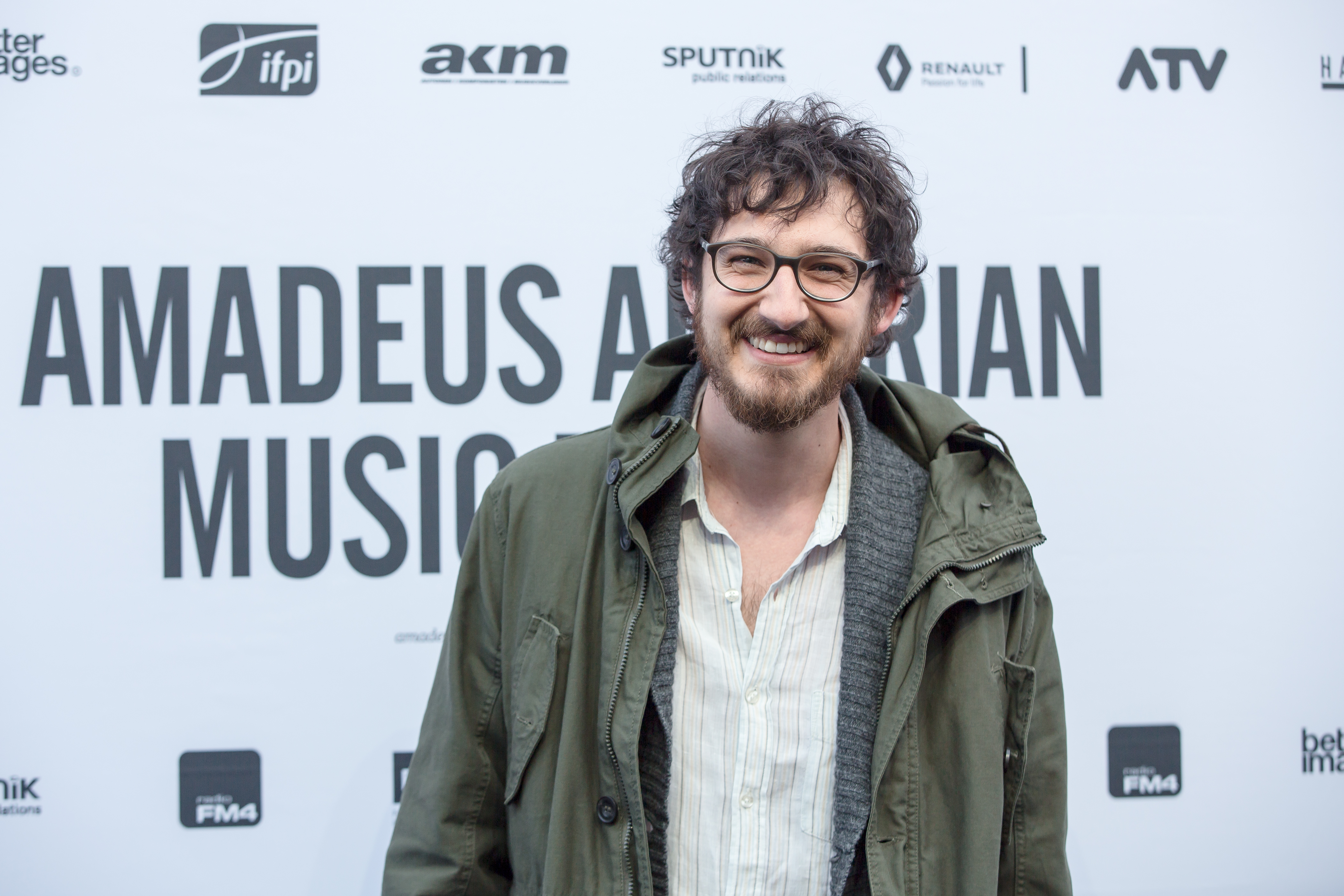
Thomas David (* 1985)

- David, Thomas Christian (1925–2006), österreichischer Komponist, Dirigent, Chorleiter und Flötist
- David, Tim (* 1996), australischer Cricketspieler
- David, Tonton (1967–2021), französischer Musiker und Reggae-Künstler
- David, Tony (* 1967), australischer Dartspieler
- David, Václav (1910–1996), tschechoslowakischer Politiker und Diplomat
- David, Werner (1951–2024), deutscher Karikaturist und Pressezeichner
- David, Wilfried (1946–2015), belgischer Radrennfahrer
- David, William (* 1969), französischer Autorennfahrer
- David, Wolfgang (* 1948), deutscher Schriftsteller
- David, Wolfgang (* 1961), deutscher Prähistoriker
- David, Wolfgang (* 1971), österreichischer Violinist
- David, Yanis (* 1997), französische Weit- und Dreispringerin
- David, Yoram, israelischer Dirigent und Generalmusikdirektor in Aachen
- David, Yves (1928–2010), französischer Fußballspieler
- David-Djerf, Karl (* 1977), US-amerikanischer Filmschauspieler
- David-Lloyd, Gareth (* 1981), walisischer Schauspieler
- David-Néel, Alexandra (1868–1969), französische Reiseschriftstellerin und ordinierte buddhistische Nonne in TibetAlexandra David-Néel (1868–1969)

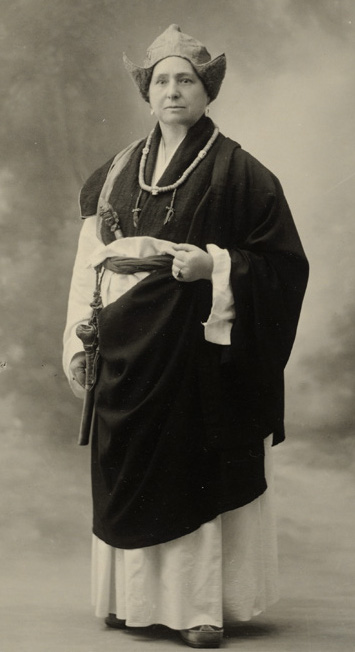
Alexandra David-Néel (1868–1969)

- David-Rhonfeld, Valerie von (1874–1947), erste Braut von Rainer Maria Rilke
- David-Smith, Julia (* 2003), französisch-US-amerikanische Leichtathletin
- David-Weill, David (1871–1952), Bankier, Kunstsammler und Mäzen

### Davide
- Davide, Hilario junior (* 1935), philippinischer Richter und Diplomat
- Davide, Marzia (* 1980), italienische Boxerin
- Davideit, Heinrich (1833–1894), deutscher Theaterschauspieler, Komiker und Sänger (Bariton)
- Davídek, Felix Maria (1921–1988), tschechoslowakischer Geistlicher, römisch-katholischer Bischof der tschechischen Untergrundkirche
- Davídek, Martin (* 1966), tschechischer katholischer Priester, früherer Generalvikar des Bistums Leitmeritz
- Davídek, Martin (* 1986), deutsch-tschechischer Eishockeyspieler

### Davidg
- Davidge, Neil (* 1962), britischer Komponist und Musikproduzent

### Davidi
- Davidi, Aharon (1927–2012), israelischer Brigadegeneral
- Davidi, Guy (* 1978), israelischer Regisseur und Produzent
- Davidian, Aäläm-Wärqe (* 1979), äthiopisch-israelische Filmregisseurin und Drehbuchautorin
- Davidian, Levon (1944–2009), iranischer Psychiater und Politiker, Abgeordneter im Parlament für die armenische Minderheit
- Davidian, Sarkis (* 1943), syrischer Geistlicher, armenisch-katholischer Bischof von Ispahan
- Dávidík, Marián (* 1977), slowakischer Orientierungsläufer
- Davidila, Aaro (* 2000), finnischer Leichtathlet
- Davidis, Franz (1510–1579), unitarischer Theologe und bedeutender Vertreter der Reformation in Siebenbürgen
- Davidis, Henriette (1801–1876), deutsche Kochbuchautorin, Köchin
- Davidis, Michael (* 1947), deutscher Historiker und Buchwissenschaftler

### Davidk
- Davídková, Daniela (* 1970), tschechische Tischtennisspielerin

### Davidm
- Davidman, Joy (1915–1960), US-amerikanische Schriftstellerin

### Davido
- Davido (* 1992), nigerianischer Sänger, Songwriter und Plattenproduzent
- Davidoff, Jan (* 1976), deutscher Maler
- Davidoff, Monte (* 1956), US-amerikanischer Computer-Programmierer
- Davidoff, Zino (1906–1994), russisch-schweizerischer UnternehmerZino Davidoff (1906–1994)

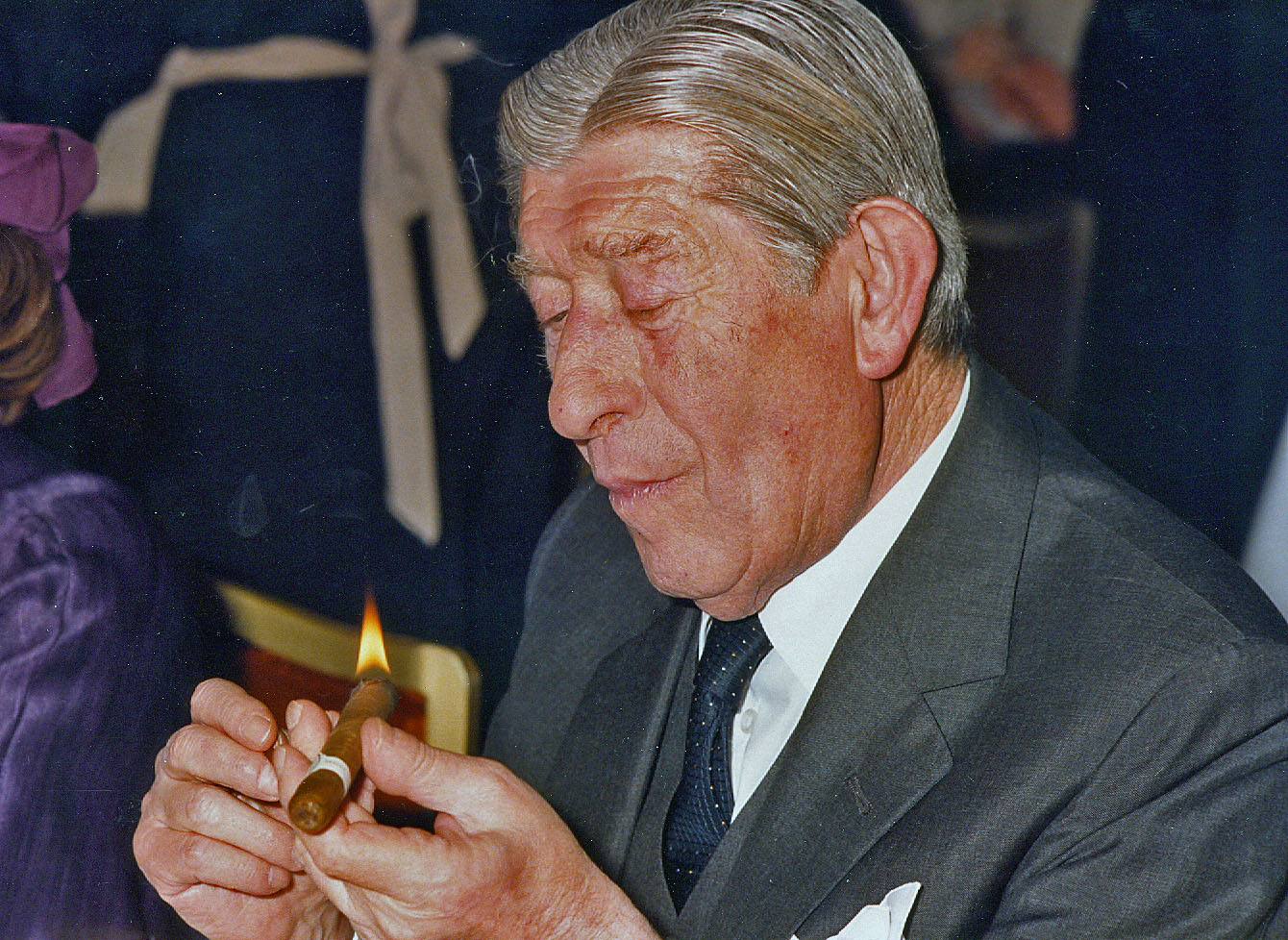
Zino Davidoff (1906–1994)

- Davidoglu, Mihail (1910–1987), rumänischer Dramatiker
- Davidoiu, Silvia (* 1967), rumänische Diplomatin
- Davidon, Ruth (* 1964), US-amerikanische Ruderin
- Davidon, William (1927–2013), US-amerikanischer Physiker und Mathematiker
- Davidov, Aleksandar (* 1983), serbischer Fußballspieler
- Davidov, Ion (* 1974), rumänischer Pornodarsteller
- Davidová, Markéta (* 1997), tschechische Biathletin
- Davidova-Medene, Lea (1921–1986), lettisch-sowjetische Bildhauerin
- Davidoviç, Anatoli (1965–1992), aserbaidschanischer Offizier
- Davidovic, Lara (* 1997), französische Volleyballspielerin
- Davidović, Ljubomir (1863–1940), jugoslawischer Politiker und Premierminister des Königreichs der Serben, Kroaten und Slowenen
- Davidović, Ognjen (* 1998), bosnischer Fußballspieler
- Davidović, Stjepan (* 2005), kroatischer Fußballspieler
- Davidovich Fokina, Alejandro (* 1999), spanischer TennisspielerAlejandro Davidovich Fokina (* 1999)

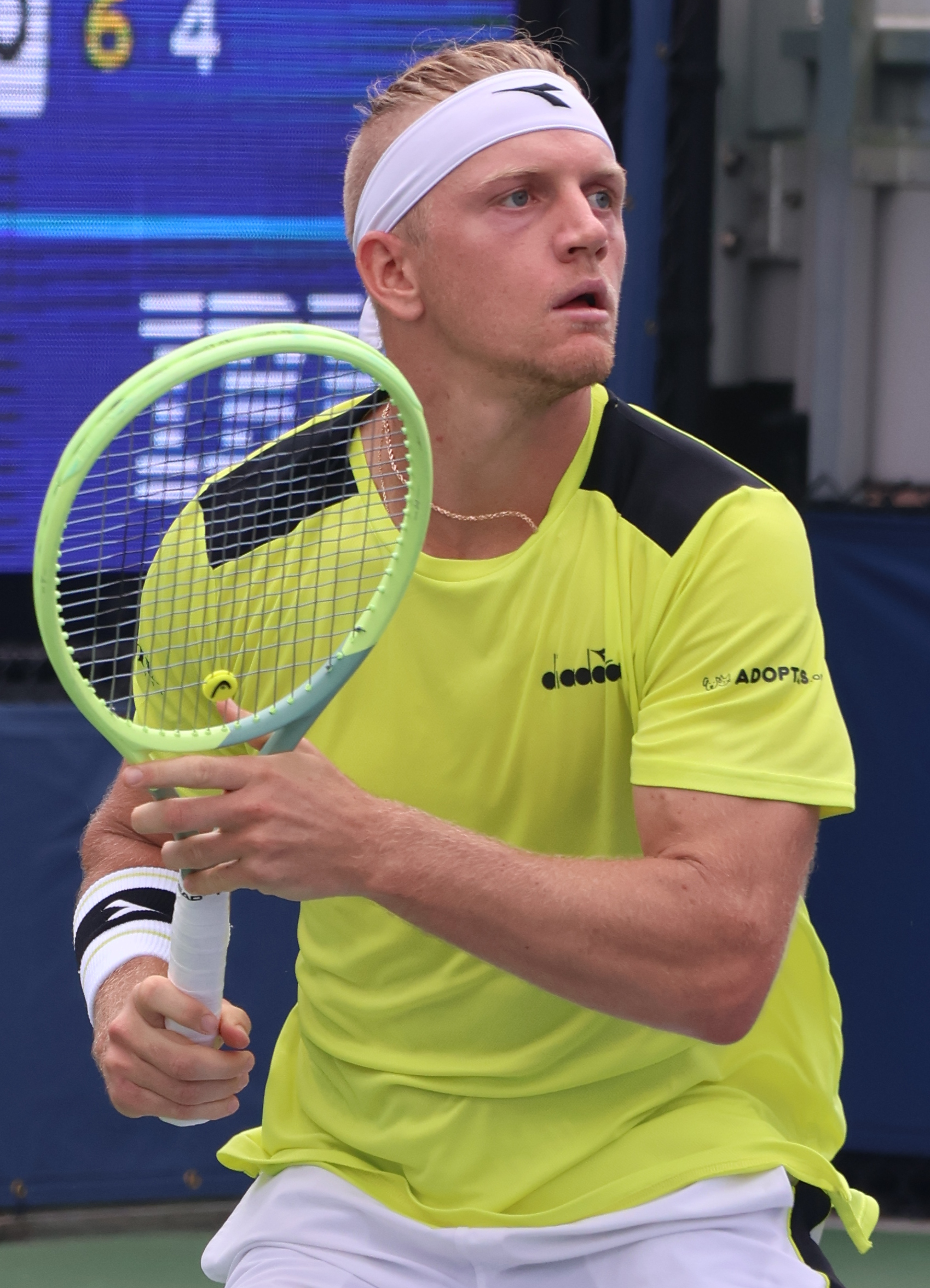
Alejandro Davidovich Fokina (* 1999)

- Davidovich, Bella (* 1928), US-amerikanische Pianistin
- Davidovich, Lolita (* 1961), kanadische Schauspielerin
- Davidovich, Nir (* 1976), israelischer Fußballtorhüter
- Davidovich, Paul von (1737–1814), österreichischer General und Feldzeugmeister serbischer Herkunft
- Davidovici, Robert, rumänischer Geiger und Musikpädagoge
- Davidovits, Joseph (* 1935), französischer Chemiker
- Davidovits, Paul (* 1935), US-amerikanischer Chemiker und Physiker
- Davidovsky, Mario (1934–2019), argentinischer Komponist
- Davidowicz, Klaus (* 1963), deutscher Kulturwissenschaftler und Hochschullehrer

### Davids
- Davids, Adolf (1867–1963), deutscher Radsportler und Fechter
- Davids, Brent Michael (* 1959), US-amerikanischer Komponist
- Davids, Christian (1822–1876), deutscher Lehrer
- Davids, Edgar (* 1973), niederländischer Fußballspieler, -trainer und -funktionärEdgar Davids (* 1973)

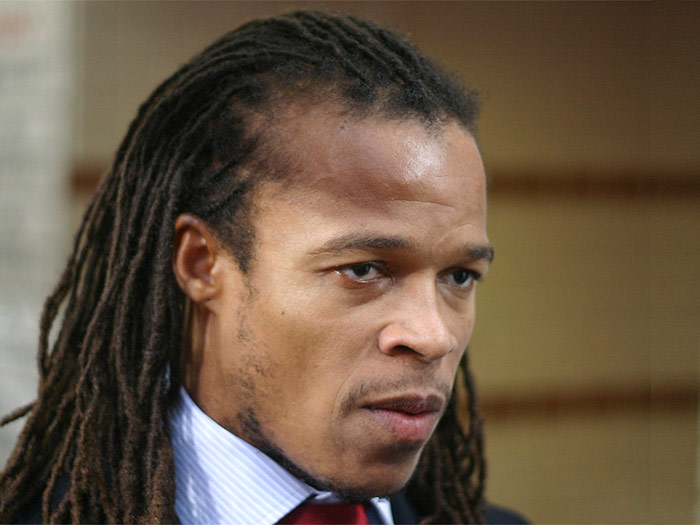
Edgar Davids (* 1973)

- Davids, Hakkie (1879–1943), niederländischer Pianist, Kapellmeister und Impresario
- Davids, Heintje (1888–1975), niederländische Komikerin, Sängerin und Schauspielerin
- Davids, Hendrik (1953–2024), deutscher Krimiautor
- Davids, Hendrik Jan (* 1969), niederländischer Tennisspieler
- Davids, Hermann (1878–1967), deutscher Augenarzt
- Davids, Jennifer (* 1973), deutsch-philippinische Popsängerin und Songwriterin
- Davids, Lance (* 1985), südafrikanischer Fußballspieler
- Davids, Leigh (1979–2019), südafrikanische Menschenrechtsaktivistin
- Davids, Lleyton (* 2001), südafrikanischer Dreispringer
- Davids, Lorenzo (* 1986), surinamisch-niederländischer Fußballspieler
- Davids, Louis (1883–1939), niederländischer Kabarettist und Revuekünstler
- Davids, Luisa Katharina (* 1981), deutsche Schauspielerin
- Davids, Marie (1847–1905), deutsche Malerin
- Davids, Matthias (* 1962), deutscher Regisseur
- Davids, Rika (1885–1943), niederländische Sängerin und Revuekünstlerin
- Davids, Sharice (* 1980), US-amerikanische Rechtsanwältin und Politikerin der Demokratischen Partei
- Davids, Thomas William Rhys (1843–1922), britischer Pali-Forscher
- Davids, Yael (* 1968), israelische Bildhauerin und Performancekünstlerin
- Davids, Yvette M. (* 1967), US-amerikanischer Offizierin, Vizeadmiral der US-Navy
- Davidsen, Agnethe (1947–2007), grönländische Politikerin (Siumut) und Richterin
- Davidsen, Anguteeraq (* 1931), grönländischer Politiker (Atassut)
- Davidsen, Aron (* 1924), grönländischer Pastor und Landesrat
- Davidsen, Hans Christian (* 1965), deutsch-dänischer Autor, Redakteur, Dozent und Fotograf
- Davidsen, Heinrich (1891–1963), deutscher Gewerkschaftsfunktionär und Politiker (SPD), MdHB
- Davidsen, Ingolf (1893–1946), norwegischer Turner
- Davidsen, Isak (* 1953), grönländischer Politiker (Siumut), Pastor und Propst
- Davidsen, Jóhan Troest (* 1988), färöischer Fußballspieler
- Davidsen, Kasper (* 2005), dänischer Fußballspieler
- Davidsen, Leif (* 1950), dänischer Schriftsteller
- Davidsen, Lise (* 1987), norwegische Opernsängerin (Sopran)Lise Davidsen (* 1987)

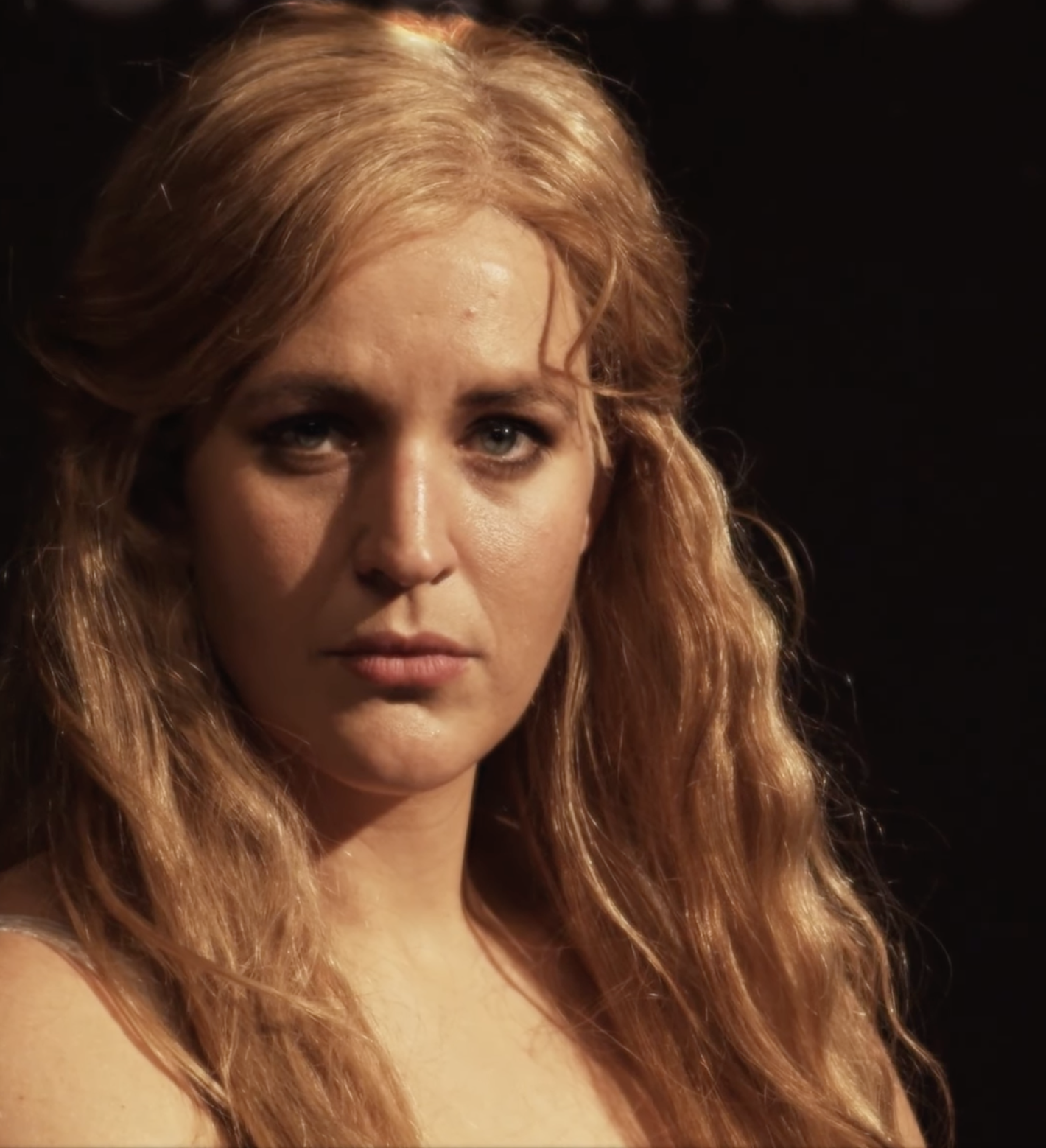
Lise Davidsen (* 1987)

- Davidsen, Marie (* 1993), norwegische Handballspielerin
- Davidsen, Nils (* 1966), dänischer Jazzmusiker (Bass, Cello, Komposition)
- Davidsmeyer, Emma (* 1999), deutsche Hockeyspielerin
- Davidsohn, Georg (1872–1942), deutscher Politiker (SPD), MdR
- Davidsohn, George (1835–1897), deutscher Journalist, Gründer und Chefredakteur des Berliner Börsen-Couriers
- Davidsohn, Magnus (1877–1958), Kantor, Opernsänger, Musiklehrer
- Davidsohn, Robert (1853–1937), deutscher Historiker
- Davidson, Adam (* 1964), US-amerikanischer Schauspieler und Regisseur
- Davidson, Alan Eaton (1924–2003), britischer Diplomat und Kulturhistoriker
- Davidson, Alexander C. (1826–1897), US-amerikanischer Plantagenbesitzer und Politiker
- Davidson, Allan (1873–1930), australischer Entdeckungsreisender mit geologischen Kenntnissen und Prospektor in Australien
- Davidson, Allan Douglas (1873–1932), britischer Landschafts-, Porträt- und Aktmaler
- Davidson, Allen Turner (1819–1905), US-amerikanischer Rechtsanwalt und Politiker der Konföderierte Staaten von Amerika
- Davidson, Amanda (* 1983), US-amerikanische Basketballspielerin
- Davidson, Amy (* 1979), US-amerikanische SchauspielerinAmy Davidson (* 1979)

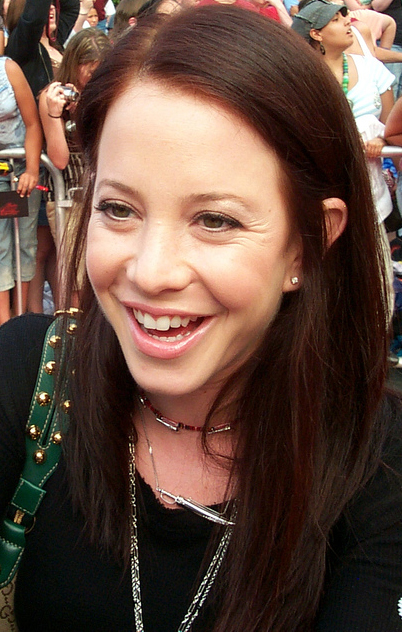
Amy Davidson (* 1979)

- Davidson, Andeh (* 1958), nigerianischer Boxer
- Davidson, Andrew (* 1969), kanadischer Schriftsteller
- Davidson, Andrew, 2. Viscount Davidson (1928–2012), britischer Peer und konservativer Politiker
- Davidson, Anthony (* 1979), britischer Automobilrennfahrer
- Davidson, Asbury Bascom (1855–1920), US-amerikanischer Politiker
- Davidson, Avram (1923–1993), US-amerikanischer Science-Fiction-, Fantasy- und Mystery-Autor, Mitglied der Tenrikyō-Religion
- Davidson, Basil (1914–2010), britischer Historiker, Publizist und Afrikanist
- Davidson, Ben (1940–2012), US-amerikanischer American-Football-Spieler und Schauspieler
- Davidson, Bessie (1879–1965), australische Künstlerin
- Davidson, Boaz (* 1943), israelischer Filmregisseur, Drehbuchautor und Produzent
- Davidson, Bobby (1928–1993), schottischer Fußballschiedsrichter
- Davidson, Brandon (* 1991), kanadischer Eishockeyspieler
- Davidson, Brian (* 1964), britischer Diplomat
- Davidson, Bruce (* 1933), US-amerikanischer Fotograf
- Davidson, Bruce (* 1949), US-amerikanischer Pferdezüchter und Vielseitigkeitsreiter
- Davidson, Carolyn (* 1943), US-amerikanische Grafikdesignerin und die Entwicklerin des Nike-Logos Swoosh
- Davidson, Carson (1924–2016), US-amerikanischer Filmregisseur, Filmproduzent und Drehbuchautor
- Davidson, Charles Findlay (1911–1967), britischer Geologe
- Davidson, David (1908–1985), US-amerikanischer Drehbuchautor
- Davidson, David (* 1943), schottischer Politiker
- Davidson, Delaney (* 1972), neuseeländischer Musiker
- Davidson, Diane Mott (* 1949), amerikanische Krimi-Schriftstellerin
- Davidson, Donald (1893–1968), US-amerikanischer Dichter, Essayist und Hochschullehrer
- Davidson, Donald (1917–2003), US-amerikanischer Philosoph und Universitätsprofessor
- Davidson, Doug (* 1954), US-amerikanischer Schauspieler
- Davidson, Edward (* 1939), US-amerikanischer Informatiker
- Davidson, Eileen (* 1959), US-amerikanische Schauspielerin
- Davidson, Elaine (* 1965), laut Guinness-Buch der Rekorde meistgepiercte Frau der WeltElaine Davidson (* 1965)

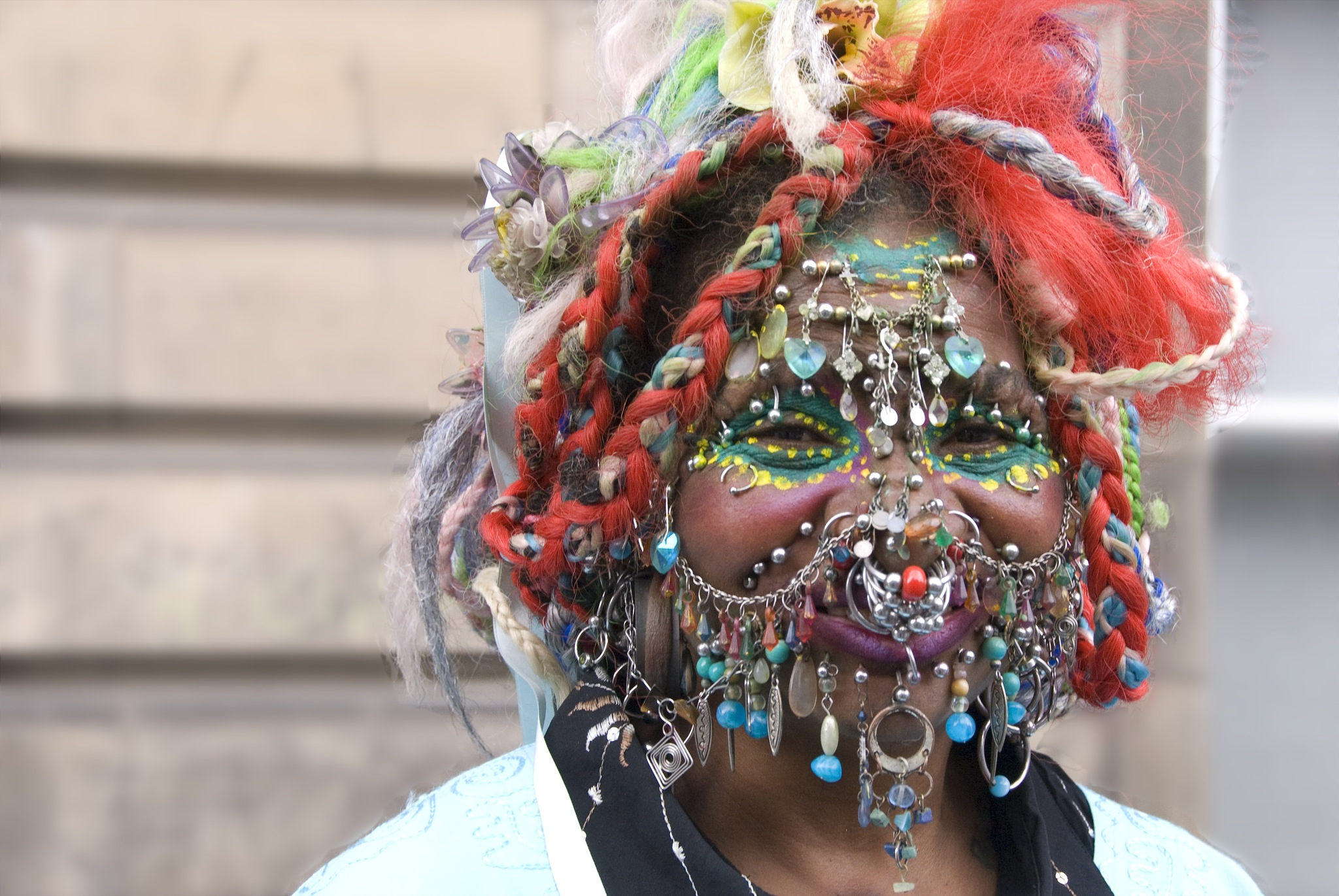
Elaine Davidson (* 1965)

- Davidson, Ernest R. (* 1936), US-amerikanischer Chemiker (Quantenchemie)
- Davidson, Frances, Viscountess Davidson (1894–1985), britische Politikerin
- Davidson, Freddie (* 1998), britischer Ruderer
- Davidson, Garrison H. (1904–1992), US-amerikanischer Generalleutnant
- Davidson, Geo (1865–1956), italienischer Radrennfahrer
- Davidson, George (1825–1911), amerikanischer Astronom, Geograph, Landvermesser und Ingenieur
- Davidson, George (1898–1948), neuseeländischer Sprinter
- Davidson, Hans von (* 1904), deutscher Kapitän zur See der Kriegsmarine
- Davidson, Heath (* 1987), australischer Rollstuhltennisspieler
- Davidson, Henry Brevard (1831–1899), Brigadegeneral des Heeres der Konföderierten Staaten von Amerika im Sezessionskrieg
- Davidson, Ian (* 1950), schottischer Politiker
- Davidson, Inger (* 1944), schwedische Politikerin (Kristdemokraterna)
- Davidson, Irwin D. (1906–1981), US-amerikanischer Jurist und Politiker
- Davidson, Israel (1870–1939), US-amerikanischer Schriftsteller
- Davidson, J. C. C., 1. Viscount Davidson (1889–1970), britischer Politiker, Abgeordneter des House of Commons, Peer, Chancellor of the Duchy of Lancaster
- Davidson, J. P., chilenischer Fußballspieler
- Davidson, James Duncan (* 1970), US-amerikanischer Softwareentwickler von Ant und Tomcat
- Davidson, James H. (1858–1918), US-amerikanischer Politiker
- Davidson, James N. (* 1964), britischer Althistoriker
- Davidson, James Norman (1911–1972), britischer Biochemiker
- Davidson, James O. (1854–1922), norwegisch-amerikanischer Politiker
- Davidson, James Wheeler (1872–1933), amerikanisch-kanadischer Journalist, Diplomat, Unternehmer und Entdecker
- Davidson, Jane (* 1957), walisische Politikerin
- Davidson, Jason (* 1991), australisch-griechischer Fußballspieler
- Davidson, Jaye (* 1968), britischer Schauspieler
- Davidson, Jermareo (* 1984), US-amerikanischer Basketballspieler
- Davidson, Jimmy (1908–1978), kanadischer Jazzmusiker und Bigbandleader
- Davidson, Jimmy (1925–1996), schottischer Fußballspieler
- Davidson, Jo (1883–1952), US-amerikanischer Bildhauer
- Davidson, John (1857–1909), britischer Dichter schottischer Herkunft
- Davidson, John (* 1953), kanadischer Eishockeytorwart und -funktionär sowie Sportkommentator
- Davidson, John F. (1908–1989), US-amerikanischer Offizier, Konteradmiral der US-Navy
- Davidson, John Frank (1926–2019), britischer Chemieingenieur
- Davidson, Julius Ralph (1889–1977), deutsch-US-amerikanischer Architekt
- Davidson, Jun Marques (* 1983), japanischer Fußballspieler
- Davidson, Kenneth (1905–1954), US-amerikanischer Badmintonspieler schottischer Herkunft
- Davidson, Kief (* 1970), US-amerikanischer Filmemacher
- Davidson, Kyle (* 1988), kanadischer Eishockeyfunktionär
- Davidson, Laurie, britischer Schauspieler
- Davidson, Lionel (1922–2009), englischer Thrillerautor
- Davidson, Lowell (1941–1990), US-amerikanischer Jazz-Pianist und Komponist sowie Bassist, Organist und Perkussionist des Free Jazz
- Davidson, Lynch (1873–1952), US-amerikanischer Politiker
- Davidson, Madelyn (1913–1998), US-amerikanische Politikerin und Treasurer von Vermont
- Davidson, Marama (* 1973), neuseeländische Politikerin der Green Party of Aotearoa New Zealand
- Davidson, Margaret (1879–1978), schottisch-britische Lehrerin und Suffragette
- Davidson, Martin (* 1939), amerikanischer Filmregisseur, Produzent, Drehbuchautor und Fernsehregisseur
- Davidson, MaryJanice (* 1969), US-amerikanische Autorin
- Davidson, Matthew Wolfe, US-amerikanischer Offizier, Generalmajor der US Air Force
- Davidson, Max (1875–1950), US-amerikanischer Filmschauspieler
- Davidson, Michael (1935–2019), US-amerikanischer Opernsänger
- Davidson, Michael (* 1963), US-amerikanischer Sänger und Songwriter
- Davidson, Nancy (* 1943), amerikanische Künstlerin
- Davidson, Narelle (* 1949), australische Opernsängerin (Sopran)
- Davidson, Neil, Baron Davidson of Glen Clova (* 1950), schottischer Jurist, Generalanwalt für Schottland und Mitglied des Oberhauses
- Davidson, Norman (1916–2002), US-amerikanischer Chemiker
- Davidson, Ogunlade (1949–2022), sierra-leonischer Klimatologe
- Davidson, Owen (1943–2023), australischer Tennisspieler
- Davidson, Paul (1867–1927), deutscher Filmproduzent
- Davidson, Paul (1930–2024), US-amerikanischer Ökonom
- Davidson, Pete (* 1993), US-amerikanischer Comedian und Schauspieler
- Davidson, Philmore (1928–1993), trinidadischer Pionier der Steel Pan
- Davidson, Randall Thomas (1848–1930), anglikanischer Kirchenmann schottischer Abstammung, Erzbischof von Canterbury
- Davidson, Richard (* 1951), US-amerikanischer Psychologe und Hirnforscher
- Davidson, Richard K. (* 1942), amerikanischer Manager
- Davidson, Robert (1804–1894), schottischer Erfinder
- Davidson, Robert H. M. (1832–1908), US-amerikanischer Politiker
- Davidson, Robyn (* 1950), australische Autorin und Reiseschriftstellerin
- Davidson, Roger H. (1936–2021), US-amerikanischer Politikwissenschaftler und Hochschullehrer
- Davidson, Ronald (1941–2016), kanadischer Physiker
- Davidson, Roy (1896–1962), US-amerikanischer Filmtechniker
- Davidson, Ruth (* 1978), schottische Journalistin und Politikerin
- Davidson, Sarah (* 1958), kanadische Harfenistin und Musikpädagogin
- Davidson, Sven (1928–2008), schwedischer Tennisspieler
- Davidson, Thomas (1817–1885), schottischer Paläontologe
- Davidson, Thomas (1842–1919), englischer Genre- und Historienmaler
- Davidson, Thomas G. (1805–1883), US-amerikanischer Politiker
- Davidson, Thomas Whitfield (1876–1974), US-amerikanischer Jurist und Politiker
- Davidson, Tierna (* 1998), US-amerikanische Fußballspielerin
- Davidson, Tommy (* 1963), US-amerikanischer Schauspieler
- Davidson, Warren (* 1970), US-amerikanischer Politiker der Republikanischen Partei
- Davidson, William (1778–1857), US-amerikanischer Politiker
- Davidson, William (1876–1939), britischer Segler
- Davidson, William (1922–2009), US-amerikanischer Unternehmer, Teambesitzer der Detroit Pistons, Mäzen
- Davidson, William B. (1888–1947), US-amerikanischer Schauspieler
- Davidson, William H., US-amerikanischer Politiker
- Davidson, Willy (1890–1933), deutscher Maler, Grafiker und Bühnenbildner
- Davidsson, Gustav (* 1999), schwedischer Handballspieler
- Davidsson, Hans (* 1958), schwedischer Organist und Musikwissenschaftler
- Davidsson, Johan (* 1976), schwedischer Eishockeyspieler
- Davidsson, Tommy (* 1952), schwedischer Fußballspieler und -trainer

### Davidt
- Davidts, Jean-Pierre (* 1950), kanadischer Kinderbuchautor, Übersetzer und Biologe
- Davidtz, Embeth (* 1965), US-amerikanische Film- und TheaterschauspielerinEmbeth Davidtz (* 1965)

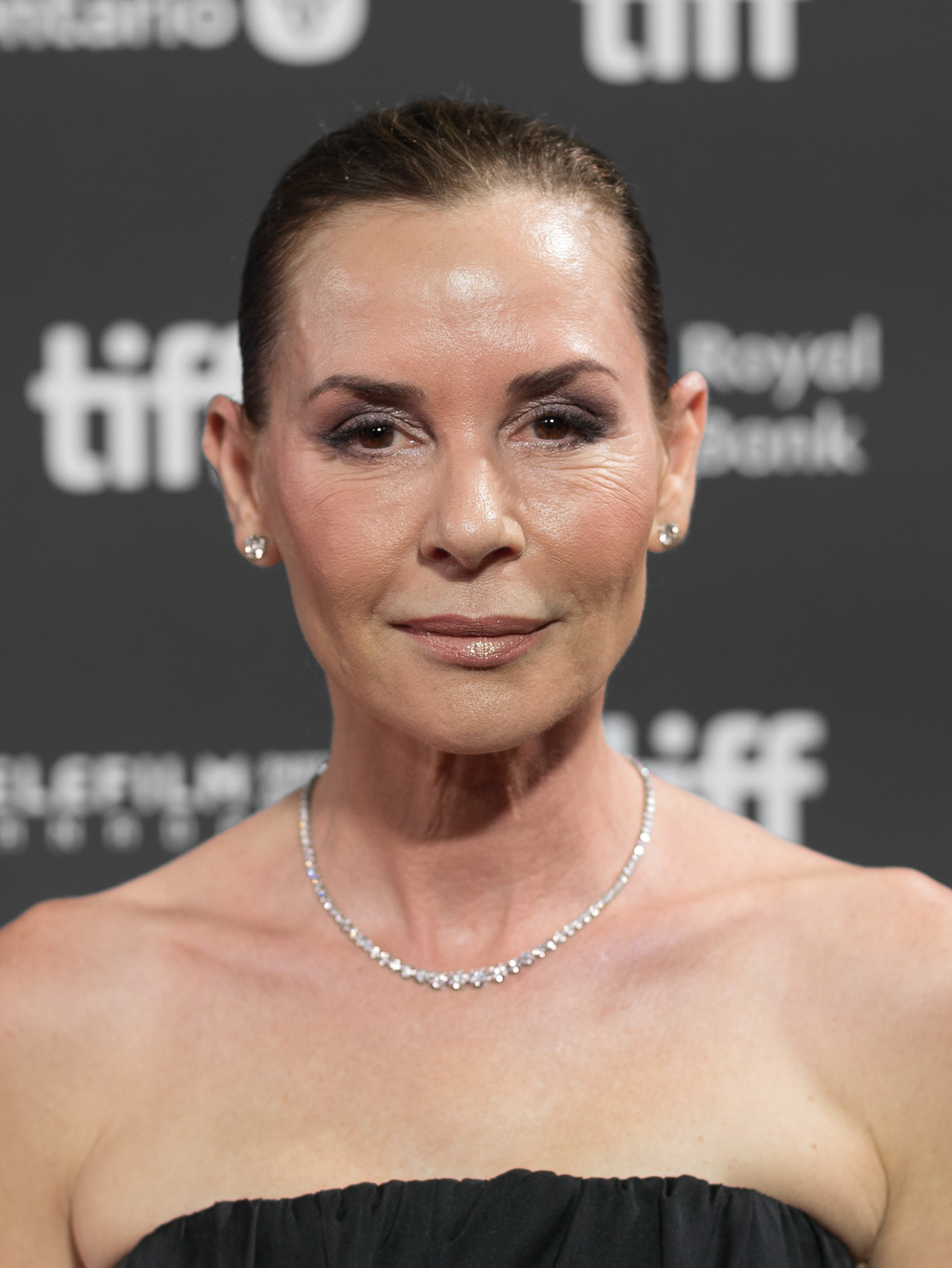
Embeth Davidtz (* 1965)